# Hypocopra lojkaeana
Hypocopra lojkaeana är en svampart som tillhör divisionen sporsäcksvampar, och som först beskrevs av Rehm, och fick sitt nu gällande namn av John Christian Krug, Nils G. Lundqvist och Doveri. Hypocopra lojkaeana ingår i släktet Hypocopra, och familjen kolkärnsvampar. Arten är reproducerande i Sverige.